# Тральщики проекта 264
Тральщики проекта 264 — тип морских тральщиков. Код НАТО — T-58 class.

## История разработки
Тактико-техническое задание на разработку первого послевоенного советского морского тральщика было выдано Западному ПКБ (ЦКБ-363) в 1949 году. Главным конструктором проекта 264 стал А. Г. Соколов, а главным наблюдающим от ВМФ — капитан 3-го ранга В. Т. Кузьмин. Для расширения возможностей корабли проекта предполагалось оснастить усовершенствованным противоминным вооружением, в том числе для траления на больших скоростях хода.
Стремясь увеличить производительность тральных работ, обеспечить повышение эффективности борьбы с неконтактными минами и усилить средства самообороны корабля привело к значительному росту водоизмещения, которое превысило 800 тонн и автоматически переводило корабль в подкласс морских тральщиков. Архитектура, конструкция и материал корпуса, компоновка боевых постов, размещение служебных и жилых помещений остались практически аналогичными тральщикам проекта 254.

## Конструкция
Непотопляемость корабля обеспечивалась при затоплении до двух смежных отсеков. Корпус усилили для плавания во льдах. На кораблях проекта применялось воздушное отопление. Также с 7 до 10 суток была увеличена автономность корабля.

### Вооружение
Оборонительное вооружение состояло из двух спаренных 57-мм артиллерийских установок ЗИФ-31 (с радиолокационной системой управления МР-103) и двух спаренных 25-мм автоматов 2М-3М. Бомбовое вооружение состояло из одного 24-ствольного бомбомёта МБУ-600. Вперегруз на верхнюю палубу могли браться морские мины. Противоминное вооружение состояло из морского контактного трала МКТ-1 (или БКТ), электромагнитного трала ТЭМ-52 (М) и быстроходного глубоководного акустического трала БГАТ.

### Энергетическая установка
Главная энергетическая установка — дизельная, двухвальная (два двигателя типа 37ДР мощностью по 2000 л. с. каждый). В отличие от тральщиков проекта 254 энергетическая установка размещалась в двух эшелонах, как на базовых тральщиках довоенных проектов (в целях повышения живучести). Скорость полного хода корабля достигала 17,6 уз, экономического — 12 уз, с контактным тралом — до 11,4 узлов. Дальность плавания составляла 2500 миль при скорости хода 12 узлов. Более чем вдвое повысилась энерговооружённость корабля, на тральщиках проекта впервые стал применяться трёхфазный переменный ток напряжением 220 Вольт с частотой в 50 Гц.

## Строительство
Головной тральщик строился по проекту 264, в серийную постройку пошёл откорректированный проект 264-А. В откорректированном проекте была повышена защищённость корабля по физическим полям: размагничивающее устройство было модернизировано, строители внедрили в модифицированный проект конструктивные решения, снизившие уровень собственного акустического поля корабля (обрезинили покрытие корпуса в районе машинных отделений, фундаментов главных двигателей, дизель-генераторов, осуществили воздушное экранирование гребных винтов). 25-мм зенитные автоматы были сняты, устаревшую бомбомётную установку МБУ-600 заменили на РБУ-1200, установили новую ГАС «Тамир-11М», начали использовать более совершенные тралы БКТ и ТЭМ-52М. В ходе модернизации проекта полное водоизмещение тральщика достигло 868 тонн. 
В 1958—1963 годах Средне-Невским заводом было сдано флоту 23 тральщика проекта 264-А (и ещё один головной проекта 264). 14 корпусов в 1960-1962 годах были достроены на том же заводе по проекту 532 (532-А).

## Представители проекта
| Наименование                                                            | Зав. №     | Закладка   | Спуск на воду | Вступление в строй | Флот                                                                      | Примечание |
| Проект 264                                                              | Проект 264 | Проект 264 | Проект 264    | Проект 264         | Проект 264                                                                | Проект 264 |
| ----------------------------------------------------------------------- | ---------- | ---------- | ------------- | ------------------ | ------------------------------------------------------------------------- | ---------- |
| СКР-140 до 23.07.1975 МТ-250, до 19.05.1966 Т-250                       | 815        | 28.08.1955 | 19.12.1956    | 23.07.1958         | БФ до 06.09.1960 БФ, до 21.05.1962 СФ, до 14.12.1962 БФ, до 08.06.1964 СФ |            |
| Проект 264А                                                             |            |            |               |                    |                                                                           |            |
| «Приморский комсомолец» до 16.10.1962 Т-9                               | 930        | 24.09.1957 | 05.09.1958    | 12.1958            | ТОФ                                                                       |            |
| СКР-102 до 23.07.1975 МТ-161, до 19.05.1966 Т-161                       | 931        | 01.12.1957 | 06.10.1958    | 17.01.1959         | СФ до 29.10.1960 БФ                                                       |            |
| «Кедров» до 22.04.1978 СКР-119, до 23.07.1975 МТ-14, до 19.05.1966 Т-14 | 932        | 15.12.1957 | 18.12.1958    | 24.11.1959         | ТОФ до 27.03.1960 БФ, до 12.04.1978 СФ                                    |            |
| КВН-22 до 18.01.1984 СКР-122, до 23.07.1975 МТ-15, до 19.05.1966 Т-15   | 933        | 17.01.1958 | 14.04.1959    | 24.11.1959         | СФ до 27.03.1960 БФ                                                       |            |
| СКР-125 до 23.07.1975 МТ-22, до 19.05.1966 Т-22                         | 934        | 20.02.1958 | 10.02.1959    | 24.11.1959         | СФ до 5.08.1961 БФ                                                        |            |
| «Дзержинский»                                                           | 935        | 29.03.1958 | 29.04.1959    | 17.11.1959         | ТОФ                                                                       |            |
| «Менжинский»                                                            | 936        | 19.04.1958 | 22.06.1959    | 17.11.1959         | ТОФ                                                                       |            |
| СКР-132 до 23.07.1975 МТ-4, до 19.05.1966 Т-4                           | 937        | 29.05.1958 | 27.07.1959    | 15.12.1959         | ТОФ до 26.09.1961 СФ                                                      |            |
| УТС-399 до 21.11.1988 СКР-137, до 23.07.1975 МТ-5, до 19.05.1966 Т-5    | 941        | 02.07.1958 | 24.09.1959    | 26.12.1959         | ТОФ                                                                       |            |
| «Василий Громов»                                                        | 942        | 28.07.1958 | 27.10.1959    | 03.12.1959         | ТОФ до 06.02.1961 БФ, до 26.09.1961 СФ                                    |            |
| «Воровский»                                                             | 943        | 29.08.1958 | 10.11.1959    | 13.01.1960         | ТОФ                                                                       |            |
| «Старший лейтенант Владимиров»                                          | 944        | 30.09.1958 | 17.01.1960    | 13.07.1960         | СФ до 29.10.1960 БФ                                                       |            |
| «Киров»                                                                 | 945        | 02.12.1958 | 10.02.1960    | 12.07.1960         | ТОФ                                                                       |            |
| «Малахит»                                                               | 951        | 14.02.1959 | 08.03.1960    | 09.09.1960         | ТОФ                                                                       |            |
| «Старший лейтенант Лекарев»                                             | 952        | 23.02.1959 | 12.05.1960    | 23.09.1960         | ТОФ до 10.05.1978 СФ                                                      |            |
| «Павел Хохряков»                                                        | 953        | 27.03.1959 | 14.07.1960    | 21.10.1960         | ТОФ до 29.10.1960 БФ, до 06.10.1961 СФ                                    |            |
| «Тимофей Ульянцев»                                                      | 954        | 14.05.1959 | 18.08.1960    | 19.11.1960         | ТОФ до 26.09.1961 СФ                                                      |            |
| «Фёдор Митрофанов»                                                      | 955        | 17.06.1959 | 06.11.1960    | 10.01.1961         | ТОФ до 06.02.1961 БФ, до 26.09.1961 СФ                                    |            |
| «Павлин Виноградов»                                                     | 961        | 22.01.1960 | 04.10.1960    | 17.12.1960         | ТОФ до 06.02.1961 БФ, до 26.09.1961 СФ                                    |            |
| «Корунд»                                                                | 962        | 19.02.1960 | 15.11.1960    | 17.01.1961         | ТОФ                                                                       |            |
| СКР-91 до 23.07.1975 МТ-71, до 19.05.1966 Т-71                          | 963        | 06.04.1960 | 10.03.1961    | 19.07.1961         | СФ                                                                        |            |
| КВН-23 до 03.08.1977 МТ-112, до 19.05.1966 Т-112                        | 964        | 06.05.1960 | 27.03.1961    | 19.08.1961         | СФ                                                                        |            |
| КВН-21 до 03.08.1977 МТ-50, до 19.05.1966 Т-50                          | 965        | 10.06.1960 | 06.06.1961    | 16.01.1962         | СФ                                                                        |            |

## Служба
Опыт эксплуатации этих кораблей показал целый ряд их недостатков, поэтому в 1975 году, в связи с сильно возросшими требованиями к минно-тральным кораблям, все корабли этого проекта были переданы Морпогранохране и переклассифицированы в пограничные сторожевые корабли (с них было снято всё противоминное вооружение). В конце 1970-х годов 3 ПСКР проекта переоборудовали в корабли воздушного наблюдения проекта 258 («T-58 PGR class»).

## Развитие проекта
Тральщики проекта послужили базой для создания в 1960 году первых послевоенных спасателей подводных лодок проекта 532, строящихся на том же заводе, с использованием задела готовых корпусов недостроенных морских тральщиков проекта 264.